# Birgitta Bengtsdotter (båt)
Birgitta Bengtsdotter (båt), född antagligen något av de första åren av 1400-talet, död efter 4 oktober 1474 och före 1489, var en svensk godsägare, känd för sin dokumenterade skilsmässa (annulering). Via arv från båda föräldrarna ägde hon jord, framför allt på småländska ostkusten.
Hennes föräldrar var ölandslagmannen Bengt Dansson (båt) och hans hustru Ingelöv Matsdotter (sparre).  Hon var dotterdotter till Mats Gustavsson och brorsdotter till en biskop i Växjö och hade sätesgård i Ekhult, Fliseryds socken. Inga syskon till henne finns dokumenterade. 
Omkring 1422 gifte hon sig med Magnus Drake i Kalvenäs som var fogde på Stegeborg. Äktenskapet blev inte lyckligt. Efter fem år meddelade Birgitta att hon ville ogiltigförklara giftermålet. Som orsak angavs att maken under denna tid inte fullbordat äktenskapet. Ärendet togs i slutet av 1427 upp för granskning av biskop Knut Bosson och domkapitlet i Linköping. Orsaken till att något sexuellt samliv inte inletts framgår inte med tydlighet. Ordet "impotencia" som används, kan tolkas som fysisk oförmåga, men även som ovilja av annan art. En sju veckors prövotid under vilken Birgitta undersökts av kunniga kvinnor vilka intygade ("a matronis bone opinionis") att hon var orörd. I januari 1428 utfärdades så annulleringsbrev. Makarnas äktenskap ogiltigförklarades och båda tilläts att gifta om sig. Magnus Drake verkar inte utnyttjat denna möjlighet utan levt resten av sitt liv som ogift. 
Inom ett fåtal år gifte Birgitta om sig med dansken Erik Pedersen (Urup). De kom att bo på hennes gård Högsrum i Fliseryds socken. De fick två döttrar, Anne och Kerstin. Anne gifte sig i Danmark. Kerstins efterkommande ärvde hennes svenska jord. Birgitta nämns i livet senast 4 oktober 1474. En arvskifteshandling från 1489 visar att hon och dottern Kerstin då var avlidna. Arvet delades då mellan barnbarnen Bengt och Nils Ryning samt deras svåger Påvel Kyle, på systern Sigrids vägnar. Godset låg i Handbörds, Stranda och Tunaläns härader, samt i någon mån i Möre och i Aska härad i Östergötland.
Birgittas liv var högst ordinärt för en kvinna i de övre samhällsskikten under senmedeltid. Intressant är dock att hon i en tid då äktenskap enligt den kanoniska rätten i princip var oupplösliga orkade driva sin sak, gifta om sig och starta ett nytt liv.